# Baobab
Baobab és el nom comú d'un gènere (Adansonia) que conté vuit espècies d'arbres, nadius de Madagascar (el centre de la diversitat amb sis espècies diferents), l'Àfrica continental i Austràlia (amb una espècie cadascuna). L'espècie africana també es dona a Madagascar, però no n'és nadiua.

## Taxonomia
- Adansonia digitata – Baobab africà (nord-est, oest, centre i sud d'Àfrica)
- Adansonia grandidieri – Baobab grandidier (Madagascar)
- Adansonia gregorii (sin. A. gibbosa) – Boab o baobab australià (nord-oest d'Austràlia)
- Adansonia madagascariensis – Baobab de Madagascar (Madagascar)
- Adansonia perrieri – Baobab de Perrier (nord de Madagascar)
- Adansonia rubrostipa (sin. A. fony) – Baobab de Fony (Madagascar)
- Adansonia suarezensis – Baobab de Suárez (Diego Suárez, Madagascar)
- Adansonia za – Za Baobab (Madagascar)

El nom Adansonia honora Michel Adanson (1727-1806), el naturalista i explorador francès que va descriure A. digitata.

## Usos

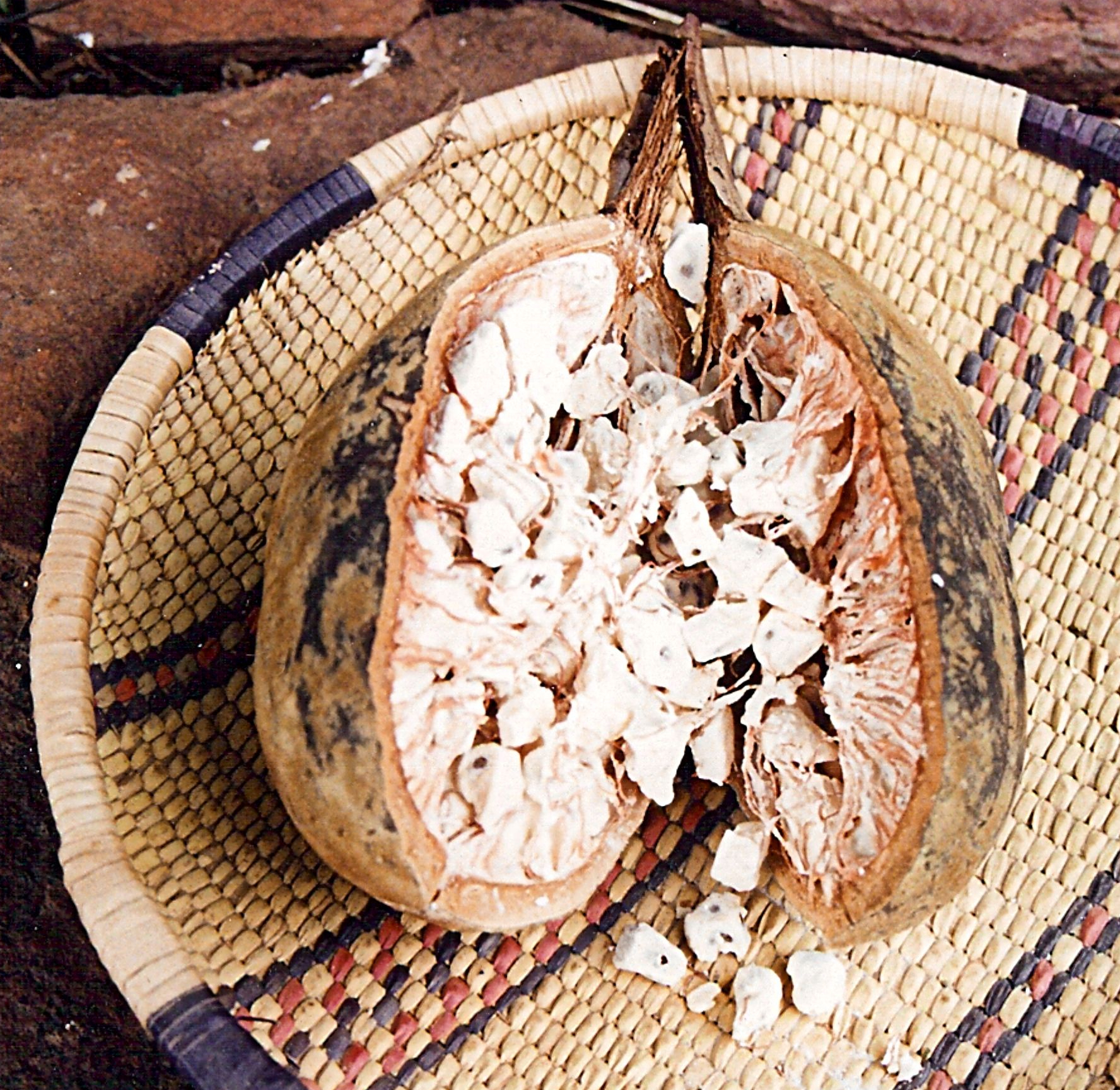
El fruit fa 18 cm de llarg

Les fulles s'utilitzen força com a vegetals en tota la zona africana, incloent-hi Malawi, Zimbàbue i el Sahel. Es mengen tant fresques com en forma d'un polsim sec. A Nigèria, les fulles es coneixen amb el nom de kuka i es fan servir per a fer sopa de kuka. La polpa seca del fruit, després d'haver-ne separat llavors i fibres, es menja directament o barrejada amb civada o llet. Les llavors són sobretot utilitzades per a espesseir la sopa, però també com a fermentador.